# Tom Morris
Tom Morris (nascido em 18 de setembro de 1944) é um ex-ciclista canadense. Ele representou o Canadá nos Jogos Olímpicos de Verão de 1972 e de 1976.